# Катафигио
Катафигио или Катафиги (грч. Καταφύγιο) је једно планинско село округа Кожани, у периферији Западна Македонија, Грчка.
Саграђено је на висини од 1.400 метара на падинама Пијеријских планина и чини једно од најбрдовитијих насеља у Грчкој. Катафигио припада општини Велвендо, чија је популација, према попису из 2001. године, 174 становника.
Пре рата је сачињавала независну заједницу. У зиму 1943—1944. немачке окупационе снаге су спалиле село и мештани су крајем рата пребегли у Велвендо, Солун, Кожани и Катерини.
Катафигио је родно место Георгиоса Зорбаса (Алексис Зорбас) јунака романа Грк Зорба Никоса Казанцакиса. На рушевинама његове куће, данас се гради музеј.